# ARRS (athlétisme)
L’Association of Road Racing Statisticians ou ARRS (association des statisticiens des courses sur route) est une organisation indépendante à but non lucratif qui collecte, analyse et publie des statistiques sur les épreuves de course à pied sur route, du 3 km à l'ultrafond. Le but principal de l'ARRS est de maintenir une liste valide des records du monde sur des distances de course standard, d'établir des critères valables pour la tenue des registres de course sur route et de promouvoir la communication et l'échange d'informations concernant la course sur route.

## Histoire
L'ARRS est fondée le 11 septembre 2003 par Ken Young (9 novembre 1941 - 3 février 2018) de Petrolia en Californie. Young est professeur de physique de l'atmosphère et ancien détenteur du record américain du marathon en salle. Il détient toujours deux des 10 meilleures performances de la discipline. Ted Haydon, ancien entraîneur d'athlètes des Jeux olympiques d'été de 1968 aux États-Unis et du club d'athlétisme de l'université de Chicago, aurait organisé un marathon en salle pour Young afin de lui permettre de tenter sa chance d'enregistrer un record du monde. 
Young a également obtenu un doctorat en sciences de la Terre avec une mineure en statistiques et a enseigné à l'université de l'Arizona. Il est le fondateur et le directeur du National Running Data Center (NRDC), décrit comme « un organisme indépendant à but non lucratif, voué à la collecte, à l'analyse, à la publication et à la diffusion d'informations sur la course de distance ». Ce groupe a été pionnier et a développé des records de courses sur route aux États-Unis. 
Après l'adoption par le Congrès des États-Unis de la Loi sur le sport amateur de 1978 (en), le Congrès d'Athlétisme (The Athletics Congress ou TAC) – désormais connu sous le nom de USA Track & Field (USATF) – a remplacé l'Amateur Athletic Union en tant que fédération sportive nationale de l'athlétisme. Bien que les archives conservées par Young et le NRDC aient été initialement « non officielles », le Congrès d'Athlétisme les reconnait comme officielles lors de leur réunion annuelle à la fin de 1979. En 1986, l'enregistrement des archives du TAC est assumé par le TACStats, plus tard connu sous le nom de Centre d’information sur route.
La publication officielle de l'ARRS est l'Analytical Distance Runner. Ce bulletin contient les résultats et l'analyse des courses récentes et est distribué aux abonnés par courrier électronique. L'ARRS est le seul groupe organisé qui conserve des enregistrements sur les marathons en salle.  